# محمد الطوخي (ممثل)
محمد كمال الطوخي (4 نوفمبر 1926 - 14 مارس 1998) إذاعي  ومنتج  وفنان مصري كان يتمتع بصوت جهوري رخيم وهو والد الفنانة إيمان الطوخي.
له أدوار كثيرة في مسلسلات إذاعية عديدة كما ساهم في برامج عديدة في الإذاعة والتلفزيون. وتزوج من وداد حمدي. تخرج من معهد التمثيل عام 1949 ليعمل أولا ممثلا بالمسرح ثم اتجه إلى التمثيل والإخراج بالإذاعة حيث قدم العديد من التمثيليات والمسلسلات الدينية.

## من أفلامه
شارك في التمثيل في عدة أفلام سينما ئية منها.

1. الشياطين الثلاثة (1964)
2. شهيدة الحب الإلهى (1962)
3. رسالة إلى الله (1961)
4.شمس لا تغيب (1959)
5. رنة الخلخال (1955)
6. آثار في الرمال (1954)

## روابط خارجية
- محمد الطوخي على موقع IMDb (الإنجليزية)
- محمد الطوخي على موقع الدهليز
- محمد الطوخي على موقع قاعدة بيانات الأفلام العربية